# أكريليك (نسيج)

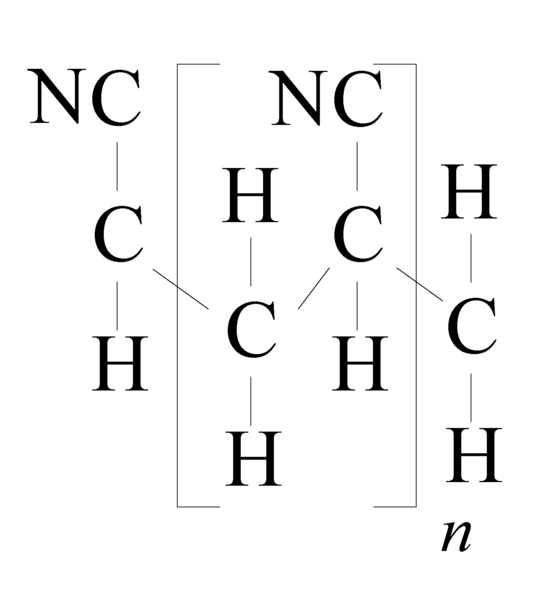
البنية الجزيئية لبوليمير أكريلونيتريل

ألياف الأكريليك (بالإنجليزية: Acrylic fibers): هي ألياف اصطناعية تصنع من بوليمر عديد نتريل الأكريل، بمعدل وزن جزيئي 100,000. وتعرّف بأنها ألياف اصطناعية مكونها الأساسي أي سلسلة بوليمرية طويلة مركبة يكون 85% من وزنها على الأقل من وحدة أكريلونيتريل.